# Epidendrum nutantirhachis
Epidendrum nutantirhachis är en orkidéart som beskrevs av Oakes Ames och Charles Schweinfurth. Epidendrum nutantirhachis ingår i släktet Epidendrum och familjen orkidéer. Inga underarter finns listade i Catalogue of Life.